# Mehakelegnaw
Mehakelegnaw är en zon i Etiopien.   Den ligger i regionen Tigray, i den norra delen av landet, 500 km norr om huvudstaden Addis Abeba.